# Виктор Васњецов
Виктор Михајлович Васњецов (рус. Васнецов Виктор Михайлович; Лопјал, 2/15. мај 1848 — Москва, 23. јун 1926) био је руски сликар. Васњецов је један од оснивача руске модерне у његовој национално-романтичној варијанти.

## Биографија
Родио се у селу Лопјал, код Вјатке, (Ујатска губернија, Кировска област) 3/15. маја 1848, у породици свештеника. Отац Михаил Васиљевич Весњецов, деда и прадеда су били свештеници.
Када му је било две године, отац је добио премештај у Рјабово, где је провео детињство. Породица је живела једноставно, као и остали сељаци. Виктор је имао петоро браће и сви су помагали оцу у домаћинству, с обзиром да им је мајка умрла јако рано.
Отац је био широко образован и трудио се да им пружи разноврсно образовање, посебно се трудио да им развије вештину запажања и истраживања. Васњецови су волели да читају научне магазине, цртају аквареле и резбаре у дрвету.
Живели су окружени суровом природом, у хладном и изолованом крају, у коме су се задржали стари обичаји, народна веровања, сеоске песме и бајке. Ову атмосферу посебно су упамтили Виктор и његов млађи брат Аполинарије, који је касније такође постао сликар.
Школовао се у сведуховној богословији у Ујатке (1862–1867). Поред Светог писма, научио је и иконографију. Часове им је давао уметник Н. А. Черњишев, који је у Вјатки имао свој атеље. Виктор је пуно времена проводио са својим учитељем, посећивао градски музеј, правио скице слика и скулптура. У кући Черњишевог је упознао прогнаног пољског уметника Елвира Андриолија, који му је постао пријатељ и наставник. Под његовим надзором, Виктор је направио своју прву слику, такође је постао и његов први помоћник, када су Андриолија позвали да ради у новоподигнутом православном храму у Вјатки.
Спремао се да пође очевим стопама и постане свештеник, али га је љубав према уметношћу, а по препоруци Андриолија, одвела у Санкт Петербург. Како није имао довољно новца да отпутује, Андриоли је посредством свог земљака, професора Красинског организовао продају слика младих талената, на којој су продате две његове слике. На тај начин је обезбеђен новац и младић је отпутовао у Петербург, оставивши, уз благослов ректора, незавршен претпоследњи курс на бословији.
Тако је већ 1867. године полагао пријемни испит на Санктпетербуршкој Академији уметности. Међутим, убеђен у неуспех, није се усудио да погледа резултат испита. Ипак је намеравао да остане у граду и да се спреми за пријемни испит наредне године. У Петербургу је срео брата свог добортвора, професора Красинског, који му је помогао да добије посао цртача у Картогарфском заводу. Истовремено је похађао школу цртања Друштва за подстицање уметника на берзи. Тамо се упознао са младим предавачима, у то време студентима Академије, вајаром М. М. Антокољским и сликаром Рјепином.
Наредног лета, с више самопоуздања у своје способности, поново је отишао на полагање испита за пријем на Академију. Изненадио се када је сазнао да је био примљен још претходне године.
На првој години студија добио је заслужну награду, сребрну медаљу за ученички рад. Блиско се повезао са другим младим уметницима. С успехом је обављао све задатке, а запазио га је и познати професор на Академији, П. П. Чистјаков. Поред студија, добијао је поруџбине за израду цртежа, за разна издања буквара, бајки, приповетки.
Године 1870, након очеве смрти, на кратко је морао да прекине студије, како би се вратио у Рјабов и помогао браћи око сахране. У Петербург се вратио са млађим братом Аполинаром. Да би некако преживали, морао је да нађе посао. Због тога је почео да изостаје с предавања, а убрзо затим и сасвим напустио предавања и учење. Као резултат тога, више није редовно полагао испите. Године 1874. је чак добио уверење од администрације да је још увек студент Академије.
У жељи да прошири своја знања, одушевљено је прихватио позив да дође у Париз код свог друга Рјепина, који је као сјајан дипломирани студент Академије, добио стипендију и налазио се на путовању по Европи. У Париз је отишао марта 1876. када је завршио са нарученим илустрацијама за књигу „Живот европских народа”, ауторке Јелисавете Водовозове.
У Париз је стигао практично без новца, али је уз помоћ својих другова-уметника успео детаљно да проучи колекцију у Лувру и пажљиво разгледа импресионистичке радове савремених француских сликара. Утицај овог стила се осећа на жанровској слици „Акробати - За празник у париском предграђу” (1877), која је настала у Француској. На левој страни слике налази се издужена пластична фигура плесачице, буквално скинуте из балетске серије Едгара Деге. Ову слику је Васњецов изложио пролећа 1877. на годишњем Париском салону, али слика није имала нарочитог успеха. Када се након једногодишњег боравка у Паризу вратио у отаџбину, слику је представио на наредној путујућој изложби. Александар III је слику запазио и набавио је за царску колекцију.
Током студија (1868—75) Васњецов се спријатељио са сликарима демократске оријентације. Још као студент је приступио уметничкој групи „Пјередвижњики” (рус. Передвижники). Ова група је у периоду од 1871. до 1923. организовала 48 путујућих изложби, које су приказиване у Петербургу, Москви и другим градовима у Русији.
У својим првим радовима је деловао као жанровски сликар, следбеник П. А. Федотова и Василија Перова („С квартиры на квартиру”, „Книжная лавочка” (1876); „Военная телеграмма” (1878); „Преферанс” (1879)). Истовремено се искушавао и у другим тематским областима, позивајући се на фолклорне изворе.
Постао је изузетан народни сликар, творац руске бајке у сликарству.
На прелазу између 1870-их и 1880-их година, Васњецов је у својим радовима направио заокрет, који је у почетку збуњивао критичаре.
Убрзо након Рјепина и Пољеновог, 1878. године се са супругом и братом Аполинаријем преселио у Москву. У Москви је од директора музеја, етнолога Василија Андерејевича добио поруџбину да изради портрете знаменитих Руса, према сачуваним гравурама (бакропис). Захваљујући овом послу, имао је прилике да се упозна са разним старинама и предањима.
Пресудну улогу у његовом животу имало је познанство с московским индустријалцем и меценом Савом Ивановичем Мамонтовим, образованим човеком, кога су привлачили историја и уметност. У његовом дворцу у Абрамцеву често су се окупљали уметници, књижевници и учени људи. Они су неретко расправљали о разним историјским догађајима, или су читали о старим рукописима, које су археолози недавно открили. Тако је још за време читања „Слова о Игоровом походу”, одлучио да направи серију слика на историјске теме према биљинама.
Прва из тог циклуса је била слика „После боја Игора Свјатославича против Кумана” (рус. После побоища Игоря Святославича с Половцами). На зеленом травнатом тепиху, који се у даљини спаја с небом, леже тела богатира погођена непријатељским стрелама и копљима. Њих надлећу лешинари раширених крила. Лица ратника су спокојна и озбиљна. У центру композиције налази се кнез, чије су груди прободене стрелом. На слици су верно приказани оружје, оклопи, штитови, накит, везни украси, као и други детаљи које је имао прилике да проучи у историјском музеју. Међутим, савремени критичари су осудили овај његов рад. Критика је изазвала неодлучну реакцију код публике, која је од новог московског сликара очекивала сеоску тематику. Само малобројни, међу њима, његов друг Рјепин и професор Чистјаков са Академије су на платну успели да осете руску душу и препознају осећај поноса.
Ипак, неодлучна реакција публике, није зауставила сликара од стварања планираног циклуса биљина. Његово занимање за архелошке проналаске, старине и руски фолклор су временом само расли.
Према руским и арапским мотимвима је настала слика „Летећи тепих” (1880), коју је наручио Сава Мамонтов за свој радни кабинет. На слици је представљен Иван Царевић, који на источњачком тепиху украшеном старим руским шарама, поносно прелеће густе шуме, реке и језера, док му пут осветљава огроман фењер у коме се, уместо пламена налази Жар-птица раширених златних крила. На симболичан начин аутор је желео да прикаже локомотиву, коју су измислили странци, да би осветлили пут руском народу, навикнутом на беспућа. Поређење није случајно, у то време Мамонтов се бавио надгледањем радова на изградњи и експолоатацији северних и јужних железничких пруга у Русији.
Током летњих месеци Васњецова породица је изнајмиљивала дворац у близини Абрамцева, тако да су све време проводили са Момонтовима. С братом је често одлазио у оближњу шуму. Једном приликом је на шумском путу срео девојку тужног погледа, која је живела у том крају. Направио је неколико скица, према којима је касније, у свом атељеу у Москви израдио слику, коју је назвао „Аљонушка”. На слици она седи на камену поред рибњака и дубоко је замишљена над својом горком судбином. Природа око ње, бледо сиво небо, тамна боја воде у којој се не види девојчин одраз, жуто лишће, указује на јесен и депресивно расположење. Сцена је из руске народне бајке „Сестрица Аљонушка и братац Иванушка” Аљонушка тугује што није успела да пронађе брата, пре него што ће јој вештица везати камен око врата и гурнути је у воду. Слика је изложена на деветој изложби Пјередвижњика. Утисци који је оставила слика су били двоструки. Публика се дивила аутору на неверовантом таленту, док је критика имала ироничне примедбе.
Године 1882. је настала слика под називом „Витез на раскршћу”. За њену израду је проучавао Палату оружја у Московском кремљу, као и старе књиге у библиотеци. Витез није рађен само према биљинама, већ одражава и неке црте националног карактера. На слици је војник на уморном коњу застао и жалосно посматра натпис у камену поред пута. Слика је направљена према мотиву из бајке, војник на раскрсници испред каменог натписа, на коме пише: „ако кренеш лево изгубићеш коња, ако кренеш десно изгубићеш главу”. Слика је имала и своју ранију верзију из 1877, која је представљена 1878. године на VI изложби Пјередвижњика. На тој слици витез је публици окренут лицем, а на слици се види и пут. На верзији слике из 1882. фигура војника је увећана. Он је публици окренут леђима, како би се пажња усмерила на камени натпис, на коме стоји другачији текст. Он говори о томе да пут надесно доноси сигурну смрт. Иза њега следи текст „ако пођеш десно оженићеш се, ако пођеш лево бићеш богат”, али овај део натписа витез не може да прочита, јер га је аутор делимично прекрио маховином. Витез у руци држи спуштено копље и предвиђа своју неизбежну судбину. За њега нема избора, само постоји један пут, онај десни, на коме стоје лобање и кости ратника, палих на бојном пољу.
Исте 1882. године председник Московског археолошког друштва Алексеј Сергејевич Уваров га је ангажовао да изради слику о занатима првобитног човека, за поставку у Историјском музеју у Москви. За овај рад је морао да се посаветује с етнографима и археолозими. У његовом атељеу су се убрзо појавили секира из каменог доба и мамутов очњак, а као модели за првобитног човека су му позирали млади сликари Валентин Александрович Серов и Константин Алексејевич Коровин, који су били чести гости код Мамонтовог. Наручену композицију „Камено доба” је направио из два дела (1882—1885). У првом делу је приказан улаз у пећину, где пећински људи из доба палеолита оштре камени нож, врх од стреле и кљову од мамута. На средини композиције се налази седокоси племенски старешина који удара кремен да би направио ватру, с леве стране стрелац из лука нишани птице које лете у близини, док с десне мишићави ловац огрнут мамунтовом кожом носи копље и камену секиру на плећима. Овај рад је оставио јак утисак на друштво сликара, његовог професора Чистјакова и А. В. Прахова професора на универзитету у Петербургу и у Кијеву. Овај задњи му је предложио да учествује у осликавању Владимирског храма у Кијеву, али га је Васњецов одбио.
У то време је припремао још једну слику из биљина под називом „Три принцезе подземног царства”. Основни мотив је бајка о Иванушки који се у потрази за мајком спустио у подземни свет. Тамо је наишао на три прелепе девојке којима је отелотворено богатство земљине унутрашњости, скривено од човека: злато, драги камен и бакар. Али је Васњецов бакар заменио угљем, персонификацијом енергије топлоте и кретања. Царевић је ове принцезе извео из подземног света на Божију светлост. Арогантна, девојка-злато, како се и очекује, је одевена у блиставу хаљину од броката украшену бисерима. Девојка-драги камен је обучена у бордо сарафан, украшен везеним сафирима, смарагдима и јасписима и има масивне украсе око врата и у коси. Док девојка-угаљ, за разлику од својих сестара има равно пуштену косу, носи црну хаљину и у њеним рукама нема свиленог шала, јер она није дама, већ радница. Над њеном главом гори плавичаст језичак пламена. У позадини су насликане тамне стене, типична декорација за позоришне бине.
На једној од својих најпознатијих слика „Богатири”, са три хероја из руских епских народних песама (биљина) је радио више од 20 година. Прву скицу је направио почетком 1870. године, а слику је завршио 23. априла 1898. у Москви. Чак и када је слика продата познатом руском мецени П. М. Тетрајкову и била изложена у јавном музеју, аутор је неко време наставио да прави измене на њој. До појаве његове слике, тројица богатира у предањима се готово никада нису налазили заједно – ретко су се преплитали њихови ликови. Та три богатира су Илија Муромец, који оличава озбиљност и преданост традицији, Добриња Никитич, који одражава спремност да с мачем устане у заштиту отаџбине и Аљоша Попович, симбол романтичности и љубави према лепоти. Лик Илије Муромеца је сликао према сељаку Ивану Петрову, за модел Добриње је узео сопствени лик, а за лик Аљоше му је позирао син мецене Саве Мамонтова. Сва тројица обучени су у одећу старих руских ратника коју је аутор позајмио из Историјског музеја. У позадини, високи брежуљци под мрачним небом, младе јеле и густа трава, између сивог камења, подсећају на мешавину пејзажа из околине Москве, украјинске степе и ширу околину северне Вјатке. На слици се примећује да коњи по карактеру личе на своје власнике. Неустрашиви ратник Илија Муромец јаше моћног вранца крвавих очију, Добриња јаше лукавог и благог белог коња, који њушка ваздух, а црвени нискорасни Аљошин коњ, жваће траву и начуљио је уши.
Бавио се и архитектуром. Као арихтекта је тежио оживљавању старе архитектуре и орнамената. Заједно с Висилијем Пољеновим је пројектовао једнокуполну цркву Нерукотвореног спаса у Абрамцеву (1882). Црква у облику мале беле камене структуре повезане са западне стране са звоником, у себи садржи неколико архитектонских школа. Иконостас и иконе је израдио с Рјепином и Пољеновим. Поред цркве је, на опште одушевљење деце, по његовом цртежу израђена колиба на кокошијим ногама(1881−1883).
Пројектовао је фасаде Третјаковске галерије (1902/1904), у руском бајковитом стилу.
Године 1898. је израдио руски павиљон за Светску изложбу у Паризу.
Међу његове несумњиве успехе спадају костими за позориште С. И. Мамонтова, за спектакл „Сњегурочка” Александра Островског (1873), уз музику коју је компоновао Чајковски. Такође је урадио декорацију истоимене оперу Николаја Римског-Корсакова (1881—85) у Московском позоришту.
Заједно са Корсаковим је припремио декорацију за оперу „Псковитјанка”, чија је премијера била 1896. године. Наредне године је настао портрет Ивана Грозног (1897). Мада је пажљиво проучавио историјске реликвије, портрет је урађен према лику из опере, који одражава оштар психолошки карактер. Иван Грозни је свакако био паметан, често цитиран, веома лукав, али истовремено, је био хришћанин, због чега се с прозора његове куће види црква. Цар иначе стоји на степеницама испред улаза у своје одаје, које су прекривене црвеним тепихом. Зауствио се управо испред шаре двоглавог орла на тепиху.
Године 1899. је насликао „Сњегурочку”, према позоришном спектаклу Островског. На снежно белој позадини збуњена дјевојка у брокатном капуту и капи стоји у поларној тамној и хладној шуми. Ова је једна од уметникових најпознатијх слика.
Фрескама је осликао Владимирски храм у Кијеву, рад на око 3.000 квадратних метара. Пре него што је приступио овом послу, пропутовао је Варшаву, Беч и Италију, како би се из прве руке упознао са делима познатих ренесансних фрескописаца. Са прелиминарним скицама за осликавање харама је започео крајем лета 1885. године. Осликавање са помоћницима, међу њима и његовог брат Апољинарија, као и многих пријатеља уметника је трајало дуже од десет година. Већи део времена живео је у Кијеву сам, без породице и пријатеља. Успех осликавања Владимирског храма је био огроман. Добио је посао професора сликарства и изабран је за правог члана на Петербурске Академији уметности. Штампа на крају 19. века му је посветила бројна истраживања и чланке. Ликови, фреске и иконе из Владимирског храма послужиле су као узор за осливкавање многих других цркава у Русији. Међутим, истраживања и нова открића старих руских икона почетком 20. века, довели су до промене става према овом Васњецовом раду и све чешће су се појављивали негативни коментари. Ипак, значај његовог дела на руско сликарство тиме није умањен.
Године 1891. се вратио у Москву. Купио је један плац и одлучио да на њему сагради свој дом. Пројекат за кућу је израдио сам, али је за његову реализацију морао да ангажује професионалног архитекту. У то време вратио се циклусу биљина. У то време је настала слика „Иван Царевић на сивом вуку” (1889), по причи из његове омиљене књиге о Ивану Царевићу, његовој љубљеној Јелени Прекрасној и сивом вуку. Изабрао је тренутак када младић бежи са невестом и верном животињом, која се брзо пробија кроз густу шуму и мрачну мочвару. Иван је чврсто привио у Јелену Прекрасну, чија коса лети у страну указујући на брзину којом се креће животиња. У даљини, кроз дебела стабла дрвећа се назире плаво небо, а поред насликанич ликова стоје мали цветови дивље јабуке, симбол расположења расположења магичне природе према заљубљенима. Овај рад Васњецов је представио на седамнаестој изложби Пјередвижњика и добио је добре оцене и колега и критике.
У атељу који се налазио у његовом новом дому, направио је слику „Сирин и Алконост. Песма радости и жалости” (1896). Рајске птице имају прелепе женске ликове, птичија тела, с огромним крилима и оштрим канџама. Ове две птице, чији се ликови могу наћи на старословенским украсима још из 10—12. века, заправо не представљају конкретно добро или зло за себе, већ немирну душу, која се некада налазила у рају, али је заувек прогнана из њега.
Поводом стогодишњице рођења Пушкина, у Петербургу и Москви приређена су разна реиздања његових дела. Васњецов је добио поруџбину да припреми илустрације и орнаментику у тексту за књигу „Песме о мудром Олегу”. Године 1899. су настале графичке композиције „Сусрет Олега с чаробњаком” и „Опроштај Олега с коњем” у облику староруских књишких минијатура. Осим тога, цело издање је исписано рукописом, по узору на средњовековне књиге, а текст је испуњен декоративним словима и завршницама.
Године 1910. је настала слика „Бајан” (рус. Баян), на којој је приказана тризна, део паганског погребног обреда код источних Словена, који се састојао од певања песама, плеса и војних такмичења у част покојника. Изводиле су се близу гробнице, након спаљивања покојника. Тризни, осим богатира присуствују седокоси гуслар и млади кнежевић, чиме се представља обичај усменог преношења биљина, с оца на сина. Сликар је пажљиво проучио и украсио све детаље на штитовима, одећи, обући богатира и гуслара, дрвену посуду, као и камени гроб на коме се она налази.

Године 1917. је настала мрачна и истовремено динамична слика „Баба Јага”. Међу густим гранама и стаблима дрвећа, у џиновком дрвеном авану (ступи), с метлом, лети усхићена Баба Јага. Она под мишком носи преплашеног дечака, а упоредо са њима лети и сова разрогачених очију. Испод ступе је мочвара на којој леже животињске кости и скелети. Аутор је јаке боје поставио у лила-ружичастом пламену у позадини, белој кошуљи невиног дечака и широкој црвеној суњки полуобнажене вештице. Црвена боја није случајно одабрана. Слика је настала исте године када и Октобарска револуција. Мада није напустио отаџбину, Васњецов, веома религиозан и патријахално васпитан, није прихватио социјалистички систем. Сељаци и радници који су се борили да дођу на власт у Русији, обнажили су рамена и обукли Баба Јагу у нову одећу, која симболично представља црвену заставу. Симболичан је и незгодан положај Баба Јаге, која се само једним коленом ослања о ступу, док се силовито нагиње према напред.
Независно од збивања у Русији, везаних за револуцију, Васњецов је наставио са тематиком везаном за биљине, с том разликом што је појачано истицао гримизно цвену боју на својим сликама, украшавајући њоме бајковито горуће небо и монструозним пламеновима. Тако на пример на слици „Бој Добриње Никитича са седмоглавим змајем Гориничем” (1918). На слици се не виде лице јунака, јер против непознате и неустрашиве силе он више не може да се бори. У горњем делу се налази сиво-зелени змај, оштрих канџи, дугих вратова и разјапљених чељусти. Овај контраст боја ствара атмосферу тензије.
Упркос томе што је у Совјетском Савезу започела атеистичка пропаганда, као један од водећих живописаца 1924. руководио је рестаурацијом Храма Свете Тројице. Исте године посебна комисија је одабрала његове радове с митолошким бићима за изложбу руске уметности у Америци.

Слика „Принцеза-жаба” (1918), направљена је по узору на још једну народну бајку и на њој се једва уочава очајање. Принцеза је скинула са себе жабљу кожу и одевена у зелену брокатну хаљину и плеше у трансу, док гуслари и свирачи балалајке занесено свирају своје инструменте. Они се налазе у црвеној соби и са свих страна је окружена том бојом, а црвена је присутна и на одећи свирача. Принцеза је леђима окренута гледаоцу, али тако да би се њен плес видео напољу преко широке терасе, у селу на супротној обале реке. Около лете гуске-лабудови, који су своје вратове повили према принцези, додајући необузданом весељу атмосферу драматичног и упозоравајућег.
Чак и након што су наступила тешка времена, када се тешко набављало платно за слике и боје, а није било ни огрева да се загреје кућа, ни његов атеље и када је у Москви понестало хране, па су људи за комад хлеба продавали породичне драгоцености, он је наставио да слика, по узору на старе реликвије.
Наставио је да учествује у наставио да живи у Русији, али у његовим делима се више није могла препознати руска моћ, динамизам, ни хероји.
Преко узнемиравајућег црвеног неба у позадини, на „Летећем-тепиху” из 1919. Иван Царевић и Јелена Прекрасна, су потпуно непомични и тужни, и поред тога што су, према причи, управо побегли од непријатеља.
Умро је 23. јуна 1926. године у Москви.

## Стил
У почетку је сликао у реалистичком стилу с израженом социјалном нотом, призоре из свакодневног живота, а потом јарким колоритом композиције с темама из руске историје, као и психолошке портрете.
Оснивач је посебног „руског стила“ унутар свеевропског симболизма и модерне уметности. Он је преобразио руски историјски жанр, сјединивши мотиве средњег века са узбудљивом атмосфером поетских легенди или бајки.

## Породица
Током студија, у Петербургу је упознао Александру Рјазанцеву, скромну девојку из Вјатске губерније, пореклом из трговачке породице. Она је у студирала медицину на Меидицниско-хируршкој академији.
Мада је он након студија већ постао познати сликар, његове слике нико није куповао. Зато су заједно отишли у Париз. Венчали су новембра 1877. године. Она се након завршених студија медицине потпуно посветила породици.
У центру Москве су саградили кућу, као из бајке, од дрвета, на чијем спрату је ораганизовао свој атеље, тако да је могао да ради близу породице. Имали су петеро деце. Живели су 49 година у хармоничном браку.

## Галерија
- Просјаци (Ходочасници) (1873)
- Руски епископи Владимирски храм у Кијеву (1885-1886)
- Четири јахача апокалипсе (1887)
- Иван-Царевић на сивом вуку (1889)
- Анђео са лампом (1896)
- Бог Саваоф (1896)
- Песма о Олегу Вештом (1899)
- Кошћеј Бесмртни (1926)
- Летећи тепих (1919-1926)